# Ácido fólico
El ácido fólico, folacina o ácido pteroilmonoglutámico (la forma aniónica se llama folato), conocido también como vitamina B9 o vitamina M, es una vitamina esencial hidrosoluble del complejo de vitamina B, necesaria para la maduración de proteínas estructurales y hemoglobina (y por esto, transitivamente, de los glóbulos rojos); su insuficiencia en los seres humanos actualmente no es rara debido a carencias nutricionales de la dieta basada en alimentación industrial. Los términos «fólico» y «folato» derivan su nombre de la palabra latina folium, que significa ‘hoja vegetal’.
El ácido fólico no tiene actividad coenzimática, pero sí su forma reducida, el ácido tetrahidrofólico o THF (tetrahidrofolato).
El ácido fólico es efectivo en el tratamiento de ciertas anemias y la psilosis. Se encuentra en las vísceras de animales, verduras de hoja verde, legumbres, levadura de cerveza y en frutos secos y granos enteros, como las almendras, así como en alimentos enriquecidos. El ácido fólico se pierde en los alimentos conservados a temperatura ambiente y durante la cocción. A diferencia de otras vitaminas hidrosolubles, el ácido fólico se almacena en el hígado y no es necesario ingerirlo diariamente.
Las causas de su carencia son la mala alimentación y un déficit genético de hidratación del folato que es asintomático hasta que la mujer se queda embarazada.
Si la mujer tiene suficiente ácido fólico en el cuerpo antes de quedarse embarazada, esta vitamina puede prevenir deformaciones en la placenta que supondrían el aborto, defectos de nacimiento en el cerebro (anencefalia) y la columna vertebral (espina bífida) del bebé por mal cierre del tubo neural en los extremos cefálico y caudal respectivamente. La espina bífida, un defecto de nacimiento en la columna, puede producir la parálisis de la parte inferior del cuerpo, la falta de control del intestino y la vejiga, y dificultades en el aprendizaje. Si el feto sufre déficit de ácido fólico durante la gestación también puede padecer anemia megaloblástica, ser prematuro o presentar bajo peso al nacer. La madre puede sufrir eclampsia, un proceso que cursa con hipertensión y albuminuria. El ácido fólico también ayuda a mantener un útero sano.

## Historia
En la década de 1920, los científicos creían que la deficiencia de folato y la anemia eran la misma condición. En 1931, la investigadora Lucy Wills hizo una observación clave que llevó a la identificación del folato como el nutriente necesario para prevenir la anemia durante el embarazo. Wills demostró que la anemia se podía revertir con levadura de cerveza. A finales de la década de 1930, el folato se identificó como la sustancia correctora de la levadura de cerveza. Fue aislado por primera vez  en 1941 mediante su extracción de hojas de espinacas por Herschel K. Mitchell, Esmond E. Snell y Roger J. Williams. El término «fólico» proviene de la palabra latina folium (que significa ‘hoja vegetal’) porque se encuentra en vegetales de hojas verde oscuro. Los nombres históricos incluyen L.casei, factor vitamina Bc después de una investigación realizada en pollos, y vitamina M después de una investigación realizada en monos.
Bob Stokstad aisló la forma cristalina pura en 1943 y pudo determinar su estructura química mientras trabajaba en los Laboratorios Lederle de la American Cyanamid Company. Este histórico proyecto de investigación, de obtención de ácido fólico en forma cristalina pura en 1945, fue realizado por el equipo denominado «chicos del ácido fólico», bajo la supervisión y orientación del director de Investigación  Yellapragada Subbarao, en el Lederle Lab, en Pearl River, Nueva York. Esta investigación condujo posteriormente a la síntesis del antifolato aminopterina, que fue utilizado para tratar la leucemia infantil por Sidney Farber en 1948.
En las décadas de 1950 y 1960, los científicos comenzaron a descubrir los mecanismos bioquímicos de la acción del folato. En 1960, los investigadores relacionaron la deficiencia de folato con el riesgo de defectos del tubo neural. A fines de la década de 1990, los gobiernos de Estados Unidos y de Canadá decidieron que a pesar de los programas de educación pública y de la disponibilidad de suplementos de ácido fólico, aún existía un desafío para las mujeres en edad fértil para cumplir con las recomendaciones diarias de folato, que es cuando esos dos países implementaron programas de enriquecimiento con folato. En diciembre de 2018, 62 países exigieron la fortificación de alimentos con ácido fólico.

## Folato en los alimentos
Se suele señalar que las legumbres (garbanzos, lentejas, etc.) y los vegetales de hoja verde como la espinaca, escarola, guisantes, alubias secas, cereales fortificados, frutos secos, semillas de girasol son fuentes ricas en ácido fólico. En realidad, el ácido fólico como tal no se encuentra en la naturaleza, sino que es un compuesto químico utilizado con fines terapéuticos por la industria farmacéutica. El ácido fólico incluye un grupo pteridínico sustituido unido a una molécula de ácido para-aminobenzoico, lo que constituye el ácido pteroico. A su vez, este se une a un resto de ácido glutámico por un enlace amídico. Los compuestos naturales están reducidos en su núcleo pteridínico (ácido tetrahidrofólico), suelen llevar grupos monocarbonados y son poliglutamatos. El número de restos de ácido glutámico puede variar entre dos y siete, y en todos los casos la unión es un enlace peptídico de tipo gamma. En el intestino humano se hidroliza por acción de la folil poliglutamato hidrolasa, a su forma monoglutámica, o ácido fólico, y así puede pasar a la sangre. Algunos cereales para el desayuno son fortificados con el 25 al 100 % del requerimiento diario de ácido fólico. La carne es pobre en ácido fólico, pero sí se encuentra en el hígado de algunos animales, como la ternera, y también en el pescado azul.
Se recomienda el suministro de suplementos con altas dosis de ácido fólico en la pregestación y durante el primer trimestre del embarazo, ya que el folato sérico disminuye en los primeros tres meses de gestación.

## Papel biológico
El folato es necesario para la producción y mantenimiento de nuevas células. Esto es especialmente importante durante periodos de división y crecimiento celular rápido como en la infancia y embarazo. El folato es necesario para la replicación del ADN. Por esto, la deficiencia de folato dificulta la síntesis y división celular, afectando principalmente la médula ósea, un sitio de recambio celular rápido. Debido a que la síntesis de ARN y proteínas no se obstaculiza completamente, se forman células sanguíneas largas o sin forma regular llamadas megaloblastos, resultando en anemia megaloblástica. Tanto niños como adultos necesitan folato para producir células sanguíneas normales y prevenir la anemia.

## Bioquímica
La vitamina B9 ayuda a convertir la vitamina B12 en una de sus formas coenzimáticas y participa en la síntesis de ADN requerido para un rápido crecimiento celular. Del mismo modo, actúa como coenzima en la transferencia de grupos monocarbonados. Interactúa con la vitamina B12 y la vitamina C.
El ácido fólico no posee actividad coenzimática, pero sí su forma reducida, el ácido tetrahidrofólico, representado frecuentemente como FH4 o TFH. Actúa como transportador intermediario de grupos con un átomo de carbono, especialmente grupos formilo, que se precisa en la síntesis de purinas, compuestos que forman parte de los nucleótidos, sustancias presentes en el ADN y el ARN, y necesarias para su síntesis durante la fase S del ciclo celular, y por lo tanto para la división celular; también actúa en la transferencia de grupos metenilo y metileno. El ácido tetrahidrofólico también actúa en la ruta de las pirimidinas, al modificar el anillo de uridina para formar la tiamina al ceder un grupo metilo.
- Tetrahidrofolato

En la forma de una serie de componentes tetrahidrofolatos, el folato deriva como sustrato en un número de reacciones y también está involucrado en la síntesis de dTMP (2´-deoxitimidina-5-fosfato) a partir de dUMP (2´deoxiuridina-5-fosfato). Ayuda a convertir la vitamina B12 en una de sus formas coenzimáticas y participa en la síntesis de ADN requerido para un rápido crecimiento celular.
Las vías que llevan a la formación de tetrahidrofolato (FH4) comienza cuando el folato (F) es reducido a dihidrofolato (FH2), el cual es entonces reducido a tetrahidrofolato (FH4). La dihidrofolato reductasa cataliza, utilizando NADPH, ambos pasos.
Un número de drogas interfiere con la biosíntesis de ácido fólico o tetrahidrofolato. La mayoría son inhibidores de la dihidrofolato reductasa (como la trimetoprima y la pirimetamina), las sulfonamidas y las drogas utilizadas contra el cáncer como el metotrexato (ambas inhiben la folato reductasa y dihidrofolato reductasa).
El N5,N10-metilen tetrahidrofolato o metileno tetrahidrofolato (CH2FH4) es formado a partir del tetrahidrofolato con la adición de grupos metileno de uno de los carbonos donadores: formaldehído, serina o glicina. El N5-metil tetrahidrofolta o metil tetrahidrofolato (CH3FH4) puede ser formado desde el metileno tetrahidrofolato por reducción del grupo metileno mediante NADH; el N5-formil tetrahidrofolato o formal tetrahidrofolato (CH3-FH4) resulta de la oxidación del metileno tetrahidrofolato. Las formas N5 y N10-formil tetrahidrofolato son isómeros intercambiables en las células y la N10 puede formarse directamente desde el ác. fórmico, ATP y folato. La forma N5-forminino tetrahidrofolato se crea desde N5, N10-metilen tetrahidrofolato más amoníaco, o desde el folato y el ácido n-formiminoglutámico, que se crea a partir de la degradación de la histidina. Todas estas formas tienen un único propósito, cual es el de «entregar» diversas formas monocarbonadas (metil -CH3, metileno -CH2-, formil -CHO, formomino -CH=NH4 y metenil -CH=).  
Las coenzimas de vitamina B9 (H4 folato) desempeñan un papel vital en el metabolismo del ADN a través de la síntesis de ADN a partir de sus precursores (timidina y purinas) y la síntesis del aminoácido metionina, que es necesario para la síntesis de un donante del grupo metilo utilizado en muchas reacciones biológicas. La adición de un grupo metilo (-CH3) (‘metilación’) en un número de puntos del ADN podría tener importancia en la prevención del cáncer.
Las coenzimas del folato son necesarias para el metabolismo de diversos aminoácidos importantes, como la síntesis de metionina a partir de la homocisteína. Por ello, la deficiencia de vitamina B9 (folato) puede resultar en una síntesis decreciente de metionina y una acumulación de homocisteína, un factor de riesgo de enfermedades cardiacas, así como otras enfermedades crónicas.
La vitamina B9 (ácido fólico) regula la cantidad de homocisteína en la sangre, aunque lo hacen también las vitaminas B6 y B12 (4). Se ha observado que es la B9 la que tiene el mayor efecto en la reducción del nivel basal de homocisteína en la sangre cuando no hay una deficiencia coexistente de vitamina B6 o vitamina B12.

## Dosis diaria recomendada
| Hombres                                                                                           | Mujeres       | Mujeres  | Mujeres   |
| 20 o más años                                                                                     | 19 o más años | Embarazo | Lactantes |
| ------------------------------------------------------------------------------------------------- | ------------- | -------- | --------- |
| 400 µg                                                                                            | 400 µg        | 600 µg   | 500 µg    |
| 1 µg de folato en los alimentos = 0.6 µg de ácido fólico de suplementos y alimentos fortificados. |               |          |           |

El estudio NHANES III, 1988-91 (The National Health and Nutrition Examination Survey) y la Investigación continua de ingesta de alimentos por individuos (CSFII 1994-96), indicaron que la mayoría de adultos no consumen la cantidad adecuada de folato. Sin embargo; el programa de fortificación en Estados Unidos ha incrementado el contenido de ácido fólico comúnmente consumido en alimentos como cereales y granos y como resultado de esto, la mayoría de adultos ahora ingieren cantidades recomendadas de folato diario.

## Deficiencia de folato
Una deficiencia de folato puede ocurrir cuando las necesidades del nutriente están aumentadas, cuando la ingesta diaria de folato es inadecuada y cuando el cuerpo excreta más folato de lo usual (pérdidas). Algunas investigaciones indican que la exposición a rayos ultravioleta incluyendo las cámaras de bronceado, puede conducir a deficiencia de ácido fólico. La evolución del color de la piel en humanos es particularmente controlada por la necesidad de tener un color oscuro en la piel para proteger el ácido fólico de los rayos ultravioleta.
La deficiencia de ácido fólico se manifiesta con diarreas, pérdida del apetito, pérdida de peso. Signos adicionales son debilidad, lengua dolorida, dolor de cabeza, taquicardia, irritabilidad y desórdenes de conducta.
Las mujeres con deficiencia de folato que están embarazadas, en su mayoría tienen niños de bajo peso al nacer, prematuros y con defectos del tubo neural. En adultos, la anemia (macrocítica, megaloblástica) es un signo avanzado de deficiencia de folato. En niños, la deficiencia de folato puede retardar el crecimiento.

## Embarazo
El ácido fólico es importante en las mujeres embarazadas (edad fértil). La ingesta adecuada de folato durante el periodo preconcepcional, el tiempo justo antes y después de la concepción, ayuda a proteger al bebé contra un número de malformaciones congénitas incluyendo defectos del tubo neural. Los defectos del tubo neural resultan en una malformación de la espina (espina bífida), cráneo y cerebro (anencefalia). El riesgo de los defectos del tubo neural es significativamente reducido cuando el suplemento de ácido fólico es utilizado como consumo adicional a una dieta saludable antes y durante el primer mes seguido de la concepción. La ingestión de 400 µg (microgramos) diarios de ácido fólico sintético de alimentos fortificados o suplementos ha sido sugerida para evitar estos defectos. La recomendación diaria o requerimientos diarios adecuados del folato en mujeres embarazadas es de 600-800 µg, casi el doble recomendado que para mujeres no embarazadas.
Aunque no se conoce un nivel tóxico para el ácido fólico, sí que hay estudios que asocian el exceso de ácido fólico en el último trimestre del embarazo con que el niño por nacer desarrolle asma. Por ello la recomendación es tomar un suplemento alto en ácido fólico antes de quedar embarazada y en el primer trimestre, que es cuando su carencia sería más grave, sustituyéndolo en el segundo y tercer trimestre por un suplemento más moderado.

## Suplementos de ácido fólico y deficiencia enmascarada de vitaminaB12
Es bien conocida la interacción entre vitamina B12 y ácido fólico. El suplemento de ácido fólico puede corregir la anemia asociada a deficiencia de vitamina B12. Desafortunadamente, el ácido fólico no corrige los cambios en el sistema nervioso causados por la deficiencia de vitamina B12. Un daño nervioso permanente podría ocurrir teóricamente si la deficiencia de vitamina B12 no es tratada. Por ende, los suplementos de ácido fólico no pueden exceder los 1000 µg (microgramos) por día, ya que enmascara los síntomas de la deficiencia de vitamina B12.

## Riesgos para la salud por exceso de ácido fólico
El riesgo de toxicidad por ácido fólico es bastante bajo. El Instituto de medicina ha establecido una ingesta máxima tolerable de 1 mg (miligramo) para adultos (hombres y mujeres) y un máximo de 800 µg (microgramos) para mujeres embarazadas y lactantes menores de 18 meses de edad. Los suplementos de ácido fólico no deberían exceder el máximo tolerable para prevenir la deficiencia enmascarada de vitamina B12. Las investigaciones sugieren que niveles altos de ácido fólico pueden interferir con algunos tratamientos contra la malaria.

## Algunos hechos y controversias actuales acerca del folato

### Fortificación dietaria de ácido fólico
Desde que se descubrió la interacción entre la deficiencia de folato y los defectos del tubo neural, los gobiernos y organizaciones de salud a nivel mundial han intensificado las recomendaciones concernientes a la suplementación de ácido fólico para mujeres que intentan quedar embarazadas. Esto ha guiado a la introducción de la fortificación en muchos países, en los que el ácido fólico es adicionado a la harina con la intención de que cada uno se beneficie del aumento de los niveles de folato en sangre. Esto es controvertido, teniendo en cuenta la libertad sobre el consumo de folato y el efecto enmascarado de la fortificación del folato sobre la anemia perniciosa (deficiencia de vitamina B12). Sin embargo, la mayoría de los países de América del Norte y Sudamérica ahora fortifican su harina. En 1996, la Food and Drug Administration (FDA) de Estados Unidos publicó las regulaciones requeridas para la adición de ácido fólico a panes enriquecidos, cereales, harinas, harina de maíz, pastas, arroz y otros productos a base de granos. Esta norma se hizo efectiva en 1998 y fue específicamente dirigida a reducir el riesgo de defectos del tubo neural en recién nacidos.

### Enfermedad cardíaca
Las concentraciones adecuadas de folato, vitamina B12 o vitamina B6 pueden disminuir los niveles en la circulación de homocisteína, un aminoácido normalmente encontrado en la sangre. Existe evidencia de que un elevado nivel de homocisteína en sangre es un factor independiente de riesgo para enfermedad cardiovascular e infarto. La evidencia sugiere que los altos niveles de homocisteína pueden dañar las arterias coronarias o facilitar que las plaquetas se agrupen y formen un coágulo. Sin embargo, no existe evidencia actualmente disponible que sugiera que los niveles de homocisteína reducidos por el consumo de ácido fólico, vitamina B12 y vitamina B6 pueda reducir el riesgo de enfermedad cardíaca.

### Infarto cardíaco
El ácido fólico parece reducir el riesgo de infarto. Las revisiones indican que solo en algunos individuos el riesgo de infarto parece reducirse, pero no se ha establecido una recomendación definida con respecto a la suplementación más allá del diario recomendado actual, para prevenir un infarto.

### Cáncer
La asociación entre el folato y el cáncer parece ser compleja. Se ha sugerido que el folato puede ayudar a prevenir el cáncer, por su participación en la síntesis, reparación y funcionamiento del ADN, nuestro mapa genético, y una deficiencia de folato puede resultar en daño al ADN que puede conducir al cáncer. Inversamente, se ha sugerido que el exceso de folato puede promover la iniciación del tumor. Aunque dietas altas en folato están asociadas con disminución del cáncer colorrectal, la asociación es más fuerte para el folato contenido en los alimentos que el proveniente de los suplementos. y un ensayo clínico realizado al azar en el 2007, encontró que los suplementos con folato no reducen el riesgo de adenomas colorectales. Un estudio prospectivo en 2006 de 81.922 suecos adultos encontró que dietas altas en folato proveniente de los alimentos fue asociada con un riesgo reducido de cáncer pancreático. La mayoría de estudios epidemiológicos sugieren que dietas altas en ácido fólico son asociadas con disminución del cáncer de seno, pero los resultados no son uniformemente consistentes: un ensayo grande de investigación del cáncer reportó un potente efecto dañino de la ingesta alta de folato sobre el riesgo de cáncer de seno, sugiriendo que la suplementación rutinaria de folato no debería ser usada como preventivo del cáncer de seno, pero el estudio sueco del 2007 encontró que una ingesta alta de folato fue asociada con una disminución de la incidencia del cáncer de seno posmenopáusico.

### Antifolatos
El folato es importante para que las células y tejidos se dividan rápidamente. Las células cancerígenas se dividen rápidamente, y las drogas que interfieren con el metabolismo del folato son usadas para el tratamiento del cáncer. El antifolato metotrexato es una droga frecuentemente usada para tratar el cáncer debido a que inhibe la producción de la forma activa, tetrahidrofolato. Desafortunadamente, el metrotexato puede ser tóxico produciendo efectos secundarios como inflamación del tracto digestivo, que dificulta la alimentación normal.
El ácido folínico es una forma del folato que puede ayudar a rescatar o revertir el efecto tóxico del metrotexato. No es lo mismo que el ácido fólico. Los suplementos del ácido fólico tienen establecidos pequeños roles en la quimioterapia del cáncer. Ha habido casos de efectos adversos severos por sustitución accidental de ácido fólico por ácido folínico en pacientes que reciben metrotexato como quimioterapia del cáncer.
Dosis bajas de metrotexato son usadas para tratar una amplia variedad de enfermedades no cancerosas como la artritis reumatoide, lupus, psoriasis, asma, sarcoidosis, cirrosis biliar primaria y enfermedad inflamatoria intestinal. Bajas dosis de metrotexato pueden disminuir las reservas de folato y causar efectos secundarios que son similares a la deficiencia de folato. Las dietas altas en ácido fólico como una suplementación pueden ayudar a disminuir los efectos secundarios del metrotexato, sin disminuir su efectividad. Cualquier persona que ingiera dosis bajas de metrotexato por problemas de salud, debe consultar con su médico acerca de la necesidad de suplementar con ácido fólico.

### Depresión
Algunas evidencias relacionan bajos niveles de folato con depresión. Existen algunas evidencias de ensayos controlados que sugieren que usar ácido fólico en adición a medicamentos antidepresivos puede tener beneficios.

### Memoria y agilidad mental
En un estudio realizado durante tres años en 818 personas mayores de 50 años, sobre memoria a corto plazo, agilidad mental y fluidez verbal; se encontró mejoría en todas aquellas personas que ingirieron 800 µg (microgramos) de ácido fólico diario que aquellos que tomaron solo placebo. El estudio fue reportado en The Lancet el 19 de enero de 2007.

### Fertilidad
El folato es necesario para la fertilidad tanto en hombres como mujeres. En los hombres, contribuye a la espermatogénesis. En las mujeres, por otra parte contribuye a la maduración del ovocito, implantación, en adición a los efectos generales del ácido fólico sobre el embarazo. Por ende, es necesario recibir suficientes cantidades a través de la dieta para evitar la infertilidad.